# بن علية بلحواجب
بن علية بلحواجب سياسي جزائري، شغل منصب وزير وزير الفلاحة والصيد البحري بحكومة حمداني.